# Solange Du hier bist
Solange Du hier bist je německý hraný film z roku 2006, který režíroval Stefan Westerwelle. Film zachycuje vztah mezi starším mužem a mladým prostitutem. Snímek měl světovou premiéru na Mezinárodním filmovém festivalu v Locarnu dne 7. srpna 2006. V ČR byl uveden v roce 2007 na filmovém festivalu Febiofest.

## Děj
Georg je už v důchodu a žije sám. Čas od času ho navštěvuje mladý prostitut Sebastian. Jednou Sebastian zůstane u Georga přes noc. Druhého dne má Sebastian narozeniny. Sebastian se Georgovi svěří se svými zážitky z dětství a také Georg mu vypráví o svém života. Jejich vztah se tím dostává do jiné roviny. Sebastian nicméně poté odjíždí definitivně z města.

## Obsazení
| Michael Gempart | Georg     |
| Leander Lichti  | Sebastian |